# فسيولوجيا سريرية
الفسيولوجيا السَّريريَّة هو تخصص أكاديمي في العلوم الطبيَّة وتخصص طبي سريري للأطباء في أنظمة الرعاية الصحية في السويد، والدنمارك وفنلندا. يمكن أيضاً تعريف الفسيولوجيا السريرية على نطاقٍ أوسع على أنها تطبيق المعرفة في علم وظائف الأعضاء البشرية على المرضى في أماكن الرعاية الصحية. كتخصص للأطباء، الفسيولوجيا السريرية هو تخصص تشخيصي يُحال إليه المرضى للخضوع لاختبارات متخصصة لوظائف القلب والأوعية الدموية والرئتين والكلى والجهاز الهضمي وأعضاء أخرى. تشمل طرق الاختبار تقييم النشاط الكهربائي (مثل: تخطيط كهربائية القلب)، وضغط الدم (مثل: مؤشر الضغط الكاحلي العضدي )، وتدفق الهواء (مثل: اختبار وظائف الرئة باستخدام جهاز قياس التنفس). بالإضافة إلى ذلك، يقيس علماء الفسيولوجيا السريرية الحركات والسرعات وعمليات التمثيل الغذائي من خلال تقنيات التصوير مثل: الموجات فوق الصوتية وتخطيط صدى القلب والتصوير بالرنين المغناطيسي (MRI) والتصوير المقطعي بالأشعة السينية (CT) وماسحات الطب النووي ( مثل: التصوير المقطعي المحوسب بإصدار فوتون واحد (SPECT) والتصوير المقطعي بالإصدار البوزيتروني (PET) مع وبدون CT أو MRI).

## دَوْر
الفسيولوجيا البشرية هوعلم يدرس وظائف الجسم. تتضمن فحوصات الفسيولوجيا السريرية عادةً تقييم مثل هذه الوظائف بدلاً من تقييم تراكيب الجسم وتشريحه. يشمل التخصص تطوير اختبارات فسيولوجية جديدة للتشخيص الطبي، فيما تُجري بعضُ أقسام الفسيولوجيا السريرية اختبارات من التخصصات الطبية ذات الصلة بما في ذلك الطب النووي، والفيزيولوجيا العصبية السريرية، وعلم الأشعة. في أنظمة الرعاية الصحية في البلدان التي تفتقر إلى هذا التخصص، غالباً ما تُجرى الاختبارات في الفسيولوجيا السريريَّة من قبل التخصصات المتنوّعة الخاصة بالأعضاء في الطب الباطني، مثل طب القلب وطب الرئة وطب الكلى وغيرها.
الفسيولوجيا السريرية ليس تخصصاً طبيَّاً للأطباء في أستراليا والمملكة المتحدة والعديد من دول الكومنولث ودول أوروبية أخرى. إنها مهنة صحية مستقلة غير طبية - عالم وأخصائي فسيولوجي أو تقني - قد يمارس عمله كأخصائي قلب أو أخصائي أوعية دموية أو أخصائي تنفسي أو أخصائي في علم النوم أو متخصص في طب العيون وعلم الإبصار كممارس في علم العيون (المملكة المتحدة). يساعد هؤلاء المتخصصون أيضاً في تشخيص المرض والتدبير العلاجي للمرضى، مع التركيز على فهم المسارات الفسيولوجية والباثوفسيولوجية. تشمل التخصصات في الفسيولوجيا السريرية أخصائيي السمع وأخصائيي فسيولوجيا القلب وأخصائيي فسيولوجيا الجهاز الهضمي وأخصائيي الفزيولوجيا العصبية وأخصائيي فسيولوجيا الجهاز التنفسي وأخصائيي فسيولوجيا النوم.

## تاريخ
أُنشِئ تخصص الفسيولوجيا السريرية لأول مرة في عام 1954م من قبل الحكومة السويدية بهدف ضمان «الاتصال بين العمل السريري الروتيني والتقدم العلمي». كانت الفسيولوجيا السريرية في الأصل تخصصاً مستقلاً، ومع ذلك، بين عامي 2008م-2015م، صُنّفت الفسيولوجيا السريرية على أنها تخصص فرعي لعلم الأشعة. لهذا السبب، كان على أولئك الذين يسعون لمهنة في الفسيولوجيا السريرية أن يصبحوا أولاً أطباء أشعة مسجلين ومعتمدين قبل أن يصبحوا أخصائيي فسيولوجيا سريرية. منذ عام 2015م، أصبحت الفسيولوجيا السريرية مرة أخرى  تخصصاً مستقلاً عن علم الأشعة ومن الممكن الاختصاص بها بشكل مستقل.